# Bogdana (imię)
Bogdana – staropolskie imię żeńskie, złożone z członu Bog- („Bóg”, „Boga”, ale pierwotnie „los, dola, szczęście”) i -dana („dana”). Imię to mogło oznaczać „dana przez los”, później „dana przez Boga”. W źródłach polskich poświadczone od XIII wieku.
Bogdana imieniny obchodzi: 6 lutego, 10 sierpnia, 6 września, 6 listopada.
Znane osoby noszące imię Bogdana:
- Bogdana Zagórska – piosenkarka polska

Męskie odpowiedniki: Bogudan, Bogodan, Bogdan, Bohdan, Bodan.